# Peggy Li
Peggy Li (* 1984; chinesischer Name Li An) ist eine chinesische Snookerschiedsrichterin.

## Karriere
Ende der 1990er Jahre ging Peggy Li nach Australien, um dort zu studieren. Sie lernte dort Snookerspielen und spielte in der Liga und bei Turnieren auf Staatsebene. 2012 gewann sie die Meisterschaft der Frauen in Queensland.
Bei den Ligaspielen halfen Spieler auch als Schiedsrichter aus und so sammelte sie erste Erfahrung. Als Ausländerin konnte sie allerdings nicht bei nationalen Turnieren spielen, deshalb machte sie 2010 den Einstiegsschein Class 3, um als Schiedsrichterin dabei sein zu können. Zwei Jahre später war sie schon Class-1-Schiedsrichterin und war auch bei internationalen Turnieren tätig. So leitete sie 2013 ein Halbfinale bei der Amateurweltmeisterschaft und 2014 das WM-Finale der Frauen. 2013 kehrte sie in ihre Heimat nach Peking zurück und wurde danach auch von der Profiorganisation WPBSA als Schiedsrichterin bei Turnieren in Asien eingesetzt.
Ihr erstes Finale leitete sie bei der 6-Red World Championship 2015 in Thailand. Einen Monat später war sie Schiedsrichterin bei einem Ranglistenturnier der Players Tour Championship, den Haining Open. Ihr erstes großes Finale hatte sie beim 10:1-Sieg von Mark Selby über Ding Junhui bei der International Championship 2016 in Daqing. Sie leitete auch die Endspiele des Shanghai Masters und der China Open. Dort war sie 2018 auch Schiedsrichterin der Erstrundenpartie, in der Ronnie O’Sullivan mit seinem 14. Maximum Break seine eigene Bestmarke verbesserte. Im selben Jahr gab sie ihr Debüt bei der Weltmeisterschaft. 2024 leitete sie das Finale der Wuhan Open.

## Finale
- 6-Red World Championship 2015
- International Championship 2016
- Shanghai Masters 2017
- China Open 2018
- Wuhan Open 2024